# نبرد آکراگاس

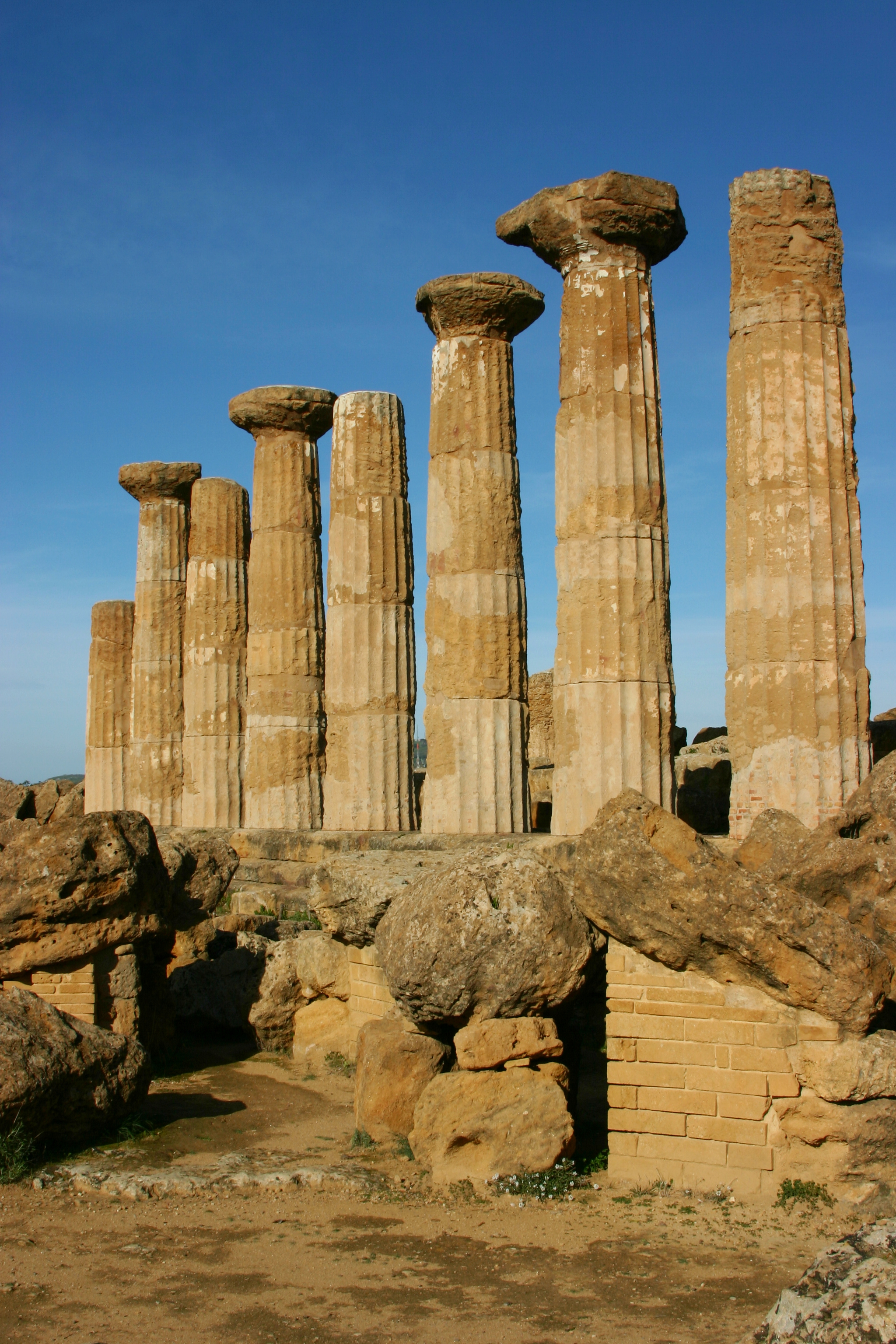
معبد هرکول در آکراگاس، سیسیل

نبرد آکراگاس نبردی در سال ۴۰۶ پیش میلاد بین نیروهای کارتاژ در یک طرف و دولت‌شهرهای آکراگاس و سیراکوز در طرف دیگر بود.
جنگ دوم سیسیل بین کارتاژ و دولت شهرهای یونانی سیسیل از سال ۴۰۹ پیش از میلاد آغاز شد. کارتاژها به رهبری هانیبال مانگون سال ۴۰۶ پیش از میلاد آکراگاس در ساحل جنوب غربی را به محاصره خود درآوردند. دکسیپوس، سردار اسپارتی فرمانده محاصره‌شدگان بود. با وجود شیوع طاعون در اردوگاه کارتاژ و مرگ تعداد زیادی از جمله هانیبال در اثر آن، هیمیلکو، عمو زاده‌اش بر جای او قرار گرفت و محاصره را ادامه داد. یک سپاه ۳۵ هزار نفری از تحت امر دکسیپوس سیراکوز راهی نجات آکرگاس شد. در نبردی که زیر دیوارهای آکراگاس به وقوع پیوست، کارتاژها تا حدودی شکست خوردند. با این با پدیداری اختلاف بین سیسیلی‌ها بسیاری از نیروهای مزدور آن‌ها میدان را ترک کردند. بدین شکل در نهایت با تخلیه پادگان آکراگاس، شهر پس از هشت ماه به تسخیر هیمیلکو درآمد.